# Willy Fritsch

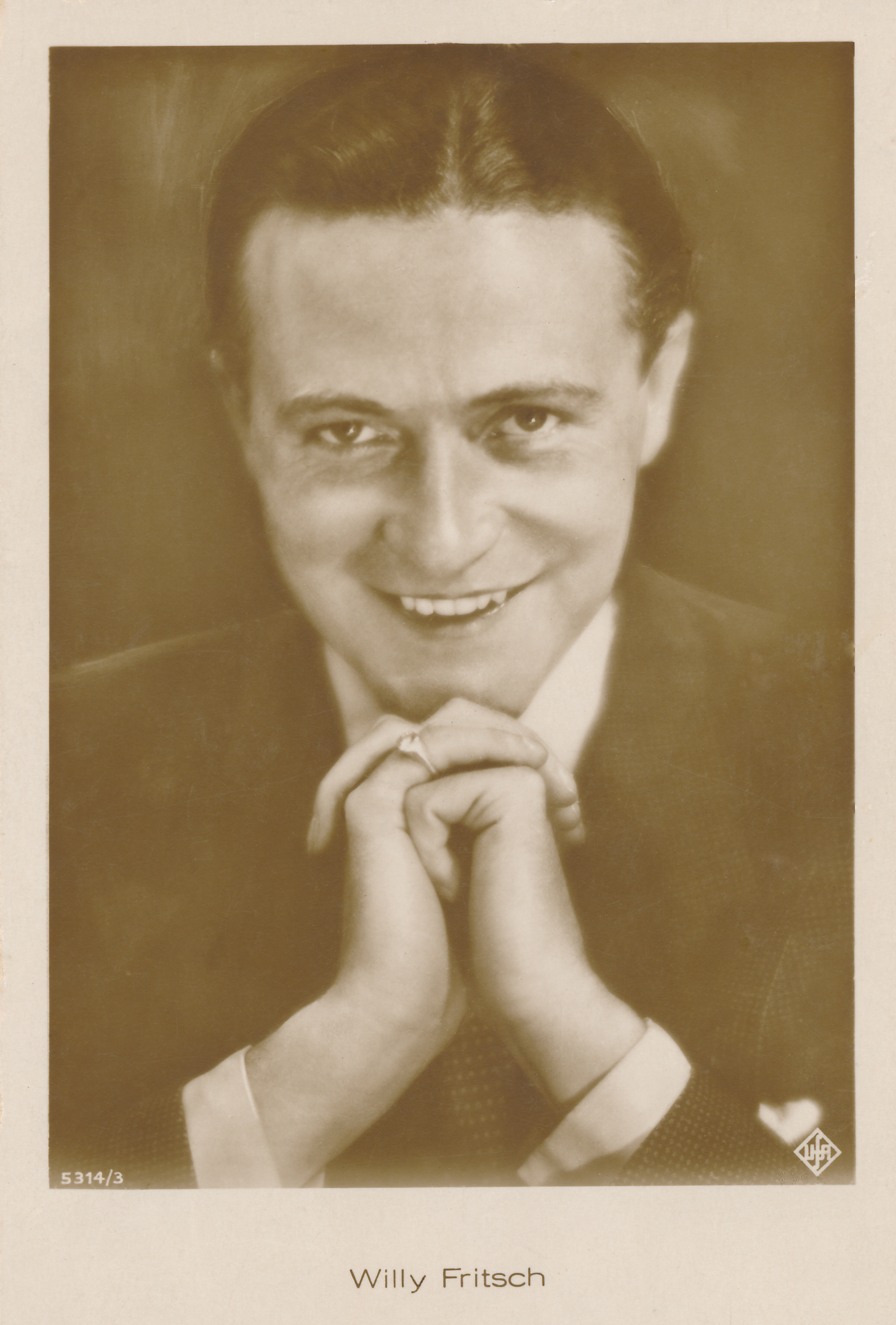
Willy Fritsch, 1930. Ross-Verlag

Willy Fritsch, geboren als Wilhelm Egon Fritz Fritsch (* 27. Januar 1901 in Kattowitz; † 13. Juli 1973 in Hamburg), war ein deutscher Schauspieler und Sänger. Von 1921 bis 1964 spielte er in fast 130 Kinofilmen und zählte zeitweise zu den beliebtesten Filmstars in Deutschland. Er bildete mit Lilian Harvey ein Leinwandpaar in zwölf Filmen, darunter Die Drei von der Tankstelle, Der Kongreß tanzt und Glückskinder.

## Leben

Willy Fritsch 1927 auf einer Fotografie von Alexander Binder

### Jugend
Willy Fritsch war der einzige Sohn des Inhabers der Kattowitzer Maschinenfabrik Fritsch & Brattig, Lothar Fritsch und seiner Ehefrau Anna, geborene Bauckmann. Nach dem Konkurs des Unternehmens zogen seine Eltern mit ihm 1912 nach Berlin, wo der Vater seit 1910 als Betriebsleiter bei Siemens tätig war. Dort begann Willy Fritsch 1915 eine Mechanikerlehre, die er allerdings abbrach. Nach Hilfstätigkeiten am Berliner Landgericht hatte er kleine Einsätze als Komparse im Chor des Großen Schauspielhauses.

### 1919 – 1932
Im Jahr 1919 nahm Willy Fritsch privaten Schauspielunterricht an der Max-Reinhardt-Schule und erhielt bald kleinere Rollen am Deutschen Theater, wo er unter anderem gemeinsam mit Marlene Dietrich (z. B. in Frank Wedekinds Frühlings Erwachen) für die zweite Besetzung zuständig war. 1920 begann er zusätzlich Filme zu drehen. Drei Jahre später konnte er mit der schwedisch-deutschen Co-Produktion Seine Frau, die Unbekannte den ersten großen Kinoerfolg für sich verbuchen. Gefördert durch den Produzenten Erich Pommer und seit 1923 festangestellter Schauspieler der Ufa, wurde er fortan vorzugsweise in Komödien als jugendlicher, eleganter Charmeur und Liebhaber an der Seite berühmter Kolleginnen seiner Zeit wie Olga Tschechowa, Ossi Oswalda oder Lil Dagover eingesetzt.
1925 erlangte er erstmals internationale Beachtung durch seine Hauptrolle in der stummen Operettenverfilmung Ein Walzertraum von Ludwig Berger. Sie brachte ihm ein Angebot der United Artists ein, das er mangels Englischkenntnissen jedoch ausschlug. Dank verschiedener, über den Parufamet-Vertrag in den USA vertriebener Stummfilme blieb Fritsch den amerikanischen Kinozuschauern dennoch ein Begriff. Dadurch weckte er auch im Inland das geschäftliche Interesse international erfolgreicher Regisseure wie Fritz Lang, dessen Filme Spione (1928) und Frau im Mond (1929) Fritsch als Hauptdarsteller nicht nur zwischenzeitlich den Spagat ins ernsthafte Rollenfach ermöglichten, sondern auch zu seinem endgültigen Durchbruch als gefragter Filmschauspieler beitrugen.
1929 sprach Willy Fritsch in Melodie des Herzens den ersten Satz des deutschen Tonfilms: „Ich spare nämlich auf ein Pferd.“ Nach dem seinerzeit überwältigenden Kassenerfolg der Musikkomödie Liebeswalzer (1930) bildete er fortan mit Lilian Harvey das „Traumpaar des deutschen Films“ (12 gemeinsame Filme), drehte jedoch häufig auch mit Käthe von Nagy (6 Filme) und nahm Gesangsunterricht. In den folgenden Jahren wurden viele Lieder seiner Filme aus der Feder namhafter Komponisten wie Werner Richard Heymann oder Friedrich Holländer zu bekannten und erfolgreichen Schlagern wie Ein Freund, ein guter Freund oder Liebling, mein Herz lässt dich grüßen (Die Drei von der Tankstelle, 1930), Ich laß' mir meinen Körper schwarz bepinseln (Einbrecher, 1930), Ich wollt' ich wär' ein Huhn (Glückskinder, 1936) oder Ich tanze mit dir in den Himmel hinein (Sieben Ohrfeigen, 1937).
Er spielte außerdem die Hauptrolle in Ihre Hoheit befiehlt (1931) sowie Ein blonder Traum (1932), jeweils nach einem Drehbuch von Billy Wilder.
Gegen Ende der Weimarer Republik gehörte Fritsch zu den meistbeschäftigten und bestbezahlten deutschen Filmstars. Seine außerordentliche, auf viele Länder Europas übergreifende Popularität gipfelte in der Komposition des Kaffeehausschlagers Ich bin in Willy Fritsch verliebt (1931).
Im selben Jahr widmete ihm auch Friedrich Holländer innerhalb der Eröffnungsgala des Berliner Tingel-Tangel-Theaters das Couplet Gebet einer 15 3/4-Jährigen (Warum ist der Willy Fritsch so schön?).

### 1933 – 1945
Nach der nationalsozialistischen Machtergreifung trat Willy Fritsch auf Druck seines Ortsverbandes zum 1. Mai 1933 der NSDAP bei (Mitgliedsnummer 2.637.176). Als Parteimitglied wurde er zum Ehrenmitglied der Kameradschaft der Deutschen Künstler sowie in den Beirat der Reichsfachschaft Film berufen, wegen seines mangelnden Engagements jedoch nicht mit weiteren Aufgaben betraut. Fritsch drehte 1935 unter der Regie von Reinhold Schünzel die von ihm stets als persönlicher Lieblingsfilm bezeichnete, satirische Komödie Amphitryon, gefolgt von dem Film Glückskinder (1936), einer Adaption von Frank Capras It Happened One Night. Seine Gagen erreichten inzwischen Rekordhöhen. 1937 heiratete er die artistische Tänzerin Dinah Grace, mit der er die Söhne Michael und Thomas Fritsch (Letzterer ebenfalls Schauspieler) bekam.
Seit 1937 spielte Fritsch in einigen wenigen propagandistisch ausgerichteten Filmen mit (z. B. Anschlag auf Baku, 1942, und Junge Adler, 1944). Im Jahr 1939 endete seine Zusammenarbeit mit Lilian Harvey mit dem Film Frau am Steuer, da sie nach Frankreich emigrierte. An der Seite von Marika Rökk spielte er kurz darauf im ersten deutschen Farbspielfilm Frauen sind doch bessere Diplomaten (1939/41) und wurde allgemein ab 1940 wieder öfter für Kostümfilme besetzt. In dem erfolgreichen, an frühe Tonfilm-Operetten angelehnten und in Wien hergestellten Film Wiener Blut (1942) übernahm Fritsch unter der Regie von Willi Forst neben Theo Lingen und Hans Moser die dritte Hauptrolle. Zusammen mit Hertha Feiler spielte er 1943 außerdem in der Komödie Der kleine Grenzverkehr nach einem Roman von Erich Kästner, der für diesen Film unter Pseudonym auch das Drehbuch verfasste. Im August 1944, in der Endphase des Zweiten Weltkriegs, nahm ihn Goebbels in die Gottbegnadeten-Liste der Schauspieler auf, die er für die Filmproduktion brauchte, womit Fritsch vom Kriegsdienst freigestellt wurde. Die letzten Kriegsmonate verbrachte der Schauspieler in Prag, wo er unter anderem zusammen mit Johannes Heesters für den Film Die Fledermaus vor der Kamera stand und trotz seiner Parteizugehörigkeit wegen „politischer Unzuverlässigkeit“ von der Gestapo überwacht wurde.

### 1945 – 1973

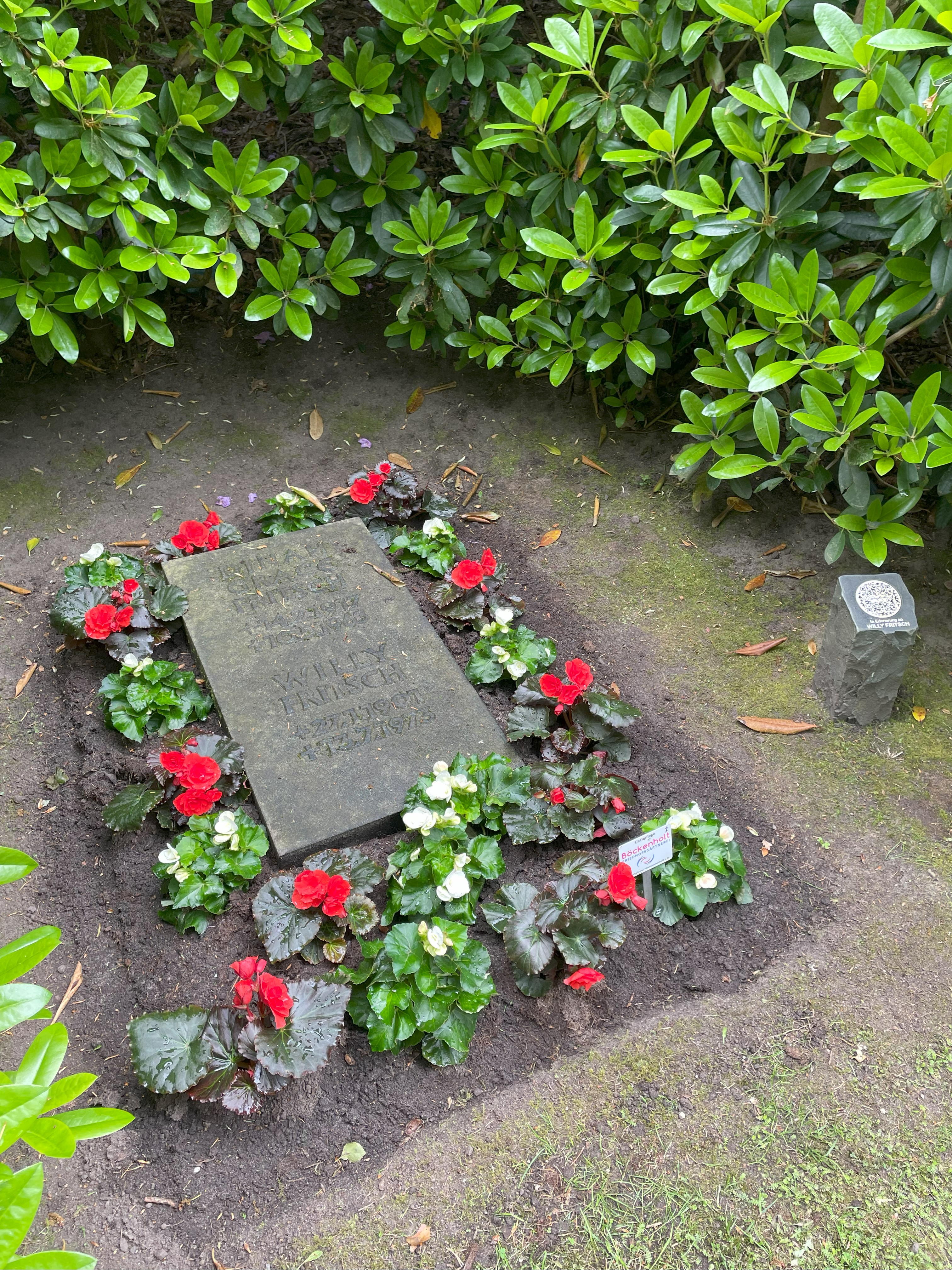
Grabstelle von Willy Fritsch und seiner Frau Dinah Grace mit Informationsstele auf dem Hamburger Friedhof Ohlsdorf, 2024. Planquadrat AC 16

Nach Kriegsende zog Fritsch nach Hamburg und spielte Ende der 1940er Jahre unter anderem in den satirischen Nachkriegsproduktionen Film ohne Titel (1947) an der Seite von Hildegard Knef sowie Herrliche Zeiten (produziert von Heinz Rühmann, Drehbuch Günter Neumann), der 1950 den Silbernen Lorbeer des David O. Selznick-Preises als „bester, der Völkerverständigung dienender Film in deutscher Sprache“ erhielt. Anschließend wandelten sich seine Rollen mehr und mehr vom Geliebten zum Vater wie sein Part als Romy Schneiders Vater in deren Filmdebüt 1953, Wenn der weiße Flieder wieder blüht. Ferner wirkte er in einigen Heimatfilmen mit, u. a. in dem mit dem Bambi als geschäftlich erfolgreichster Film der Spielzeit 1951/1952 prämierten Film Grün ist die Heide.
Mit einer Hauptrolle in dem 1958 nach einem Drehbuch von Dieter Hildebrandt produzierten Film Mit Eva fing die Sünde an, der 1962 von Francis Ford Coppola als dessen Regiedebüt um weitere Szenen ergänzt und unter dem Titel The Bellboy And The Playgirls wiederveröffentlicht wurde, begab sich Fritsch noch einmal ins kabarettistische Fach. Neben Peter Kraus war er außerdem in dem seinerzeit kommerziell sehr erfolgreichen Film Was macht Papa denn in Italien? (1961) zu sehen. Nach dem Tod seiner Frau 1963 zog er sich jedoch bald vollständig von Film und Öffentlichkeit zurück. Seinen letzten Film drehte er an der Seite seines Sohnes Thomas Fritsch im Jahr 1964 (Das hab ich von Papa gelernt).
Willy Fritsch starb im Alter von 72 Jahren an einem Herzinfarkt und wurde auf dem Friedhof Ohlsdorf in Hamburg beerdigt. Er hinterlässt ein Werk von fast 130 Filmen. Sein schriftlicher Nachlass befindet sich im Archiv der Akademie der Künste in Berlin.

## Auszeichnungen
- 1965: Filmband in Gold (seit 1999: Deutscher Filmpreis) für langjähriges und hervorragendes Wirken im deutschen Film
- 1965: Bambi

## Filmografie
Stummfilme
- 1921: Miß Venus
- 1921: Razzia
- 1921: Die kleine Midinette
- 1922: Der Heiratsschwindler
- 1922: Uschis erste Liebe
- 1922: Der blinde Passagier
- 1923: Hallig Hooge
- 1923: Seine Frau, die Unbekannte
- 1923: Die Fahrt ins Glück
- 1924: Mutter und Kind
- 1924: Guillotine
- 1925: Blitzzug der Liebe
- 1925: Der Farmer aus Texas
- 1925: Der Tänzer meiner Frau
- 1925: Ein Walzertraum

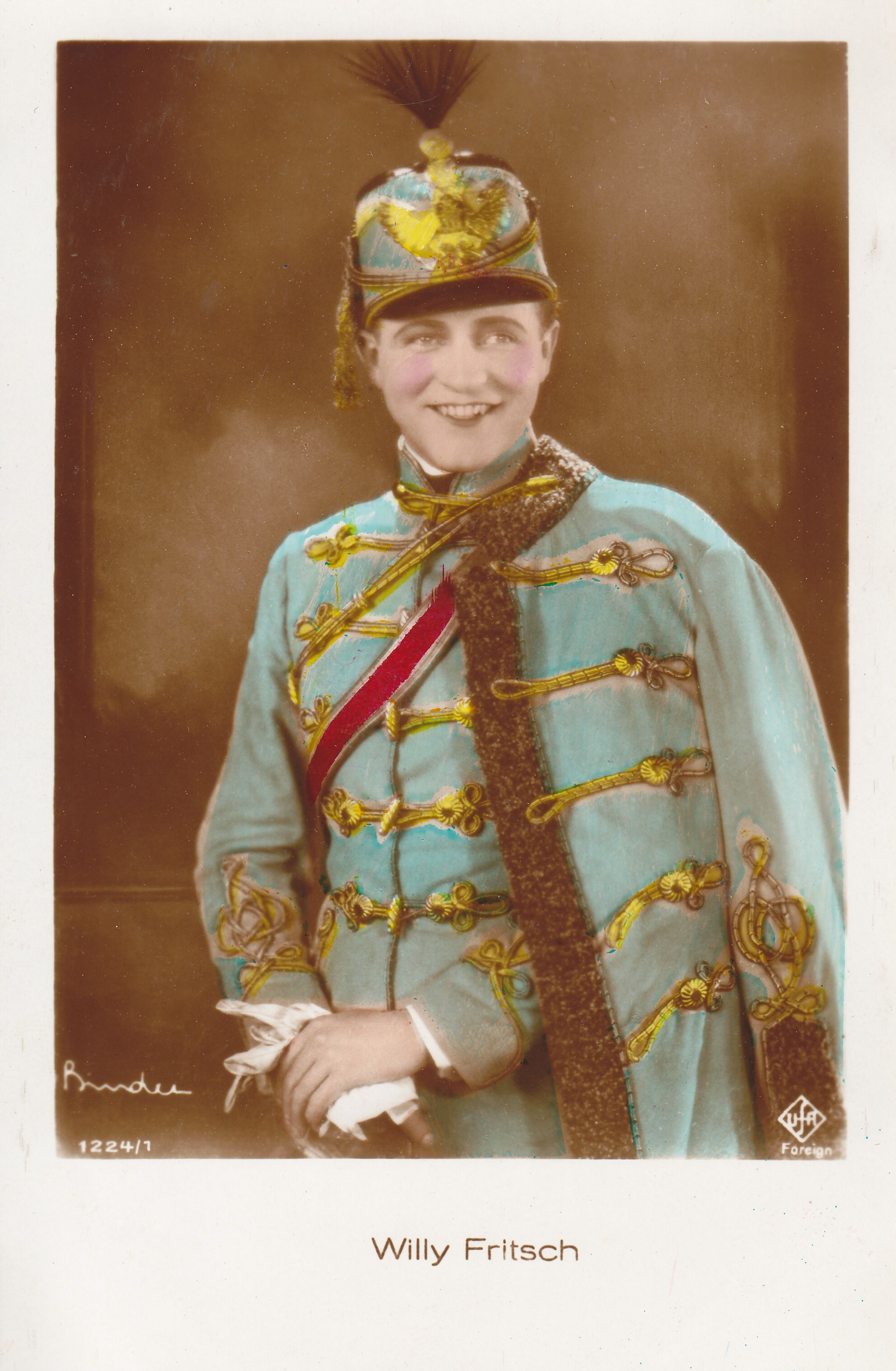
Willy Fritsch, 1925. PR-Foto für den Stummfilm Ein Walzertraum, 1925. Fotografie von Alexander Binder

- 1925: Das Mädchen mit der Protektion
- 1926: Die Fahrt ins Abenteuer
- 1926: Der Prinz und die Tänzerin
- 1926: Die Boxerbraut
- 1926: Die keusche Susanne
- 1926: Die sieben Töchter der Frau Gyurkovics
- 1927: Der letzte Walzer
- 1927: Die selige Exzellenz
- 1927: Die Frau im Schrank
- 1927: Schuldig
- 1928: Spione
- 1928: Der Tanzstudent
- 1928: Die Carmen von St. Pauli
- 1928: Ungarische Rhapsodie
- 1928: Ihr dunkler Punkt
- 1929: Frau im Mond

Tonfilme
- 1929: Melodie des Herzens
- 1930: Liebeswalzer
- 1930: Hokuspokus
- 1930: Die drei von der Tankstelle
- 1930: Einbrecher
- 1931: Ihre Hoheit befiehlt
- 1931: Im Geheimdienst
- 1931: Der Kongreß tanzt
- 1931: Ronny
- 1932: Der Frechdachs
- 1932: Ein toller Einfall
- 1932: Ein blonder Traum

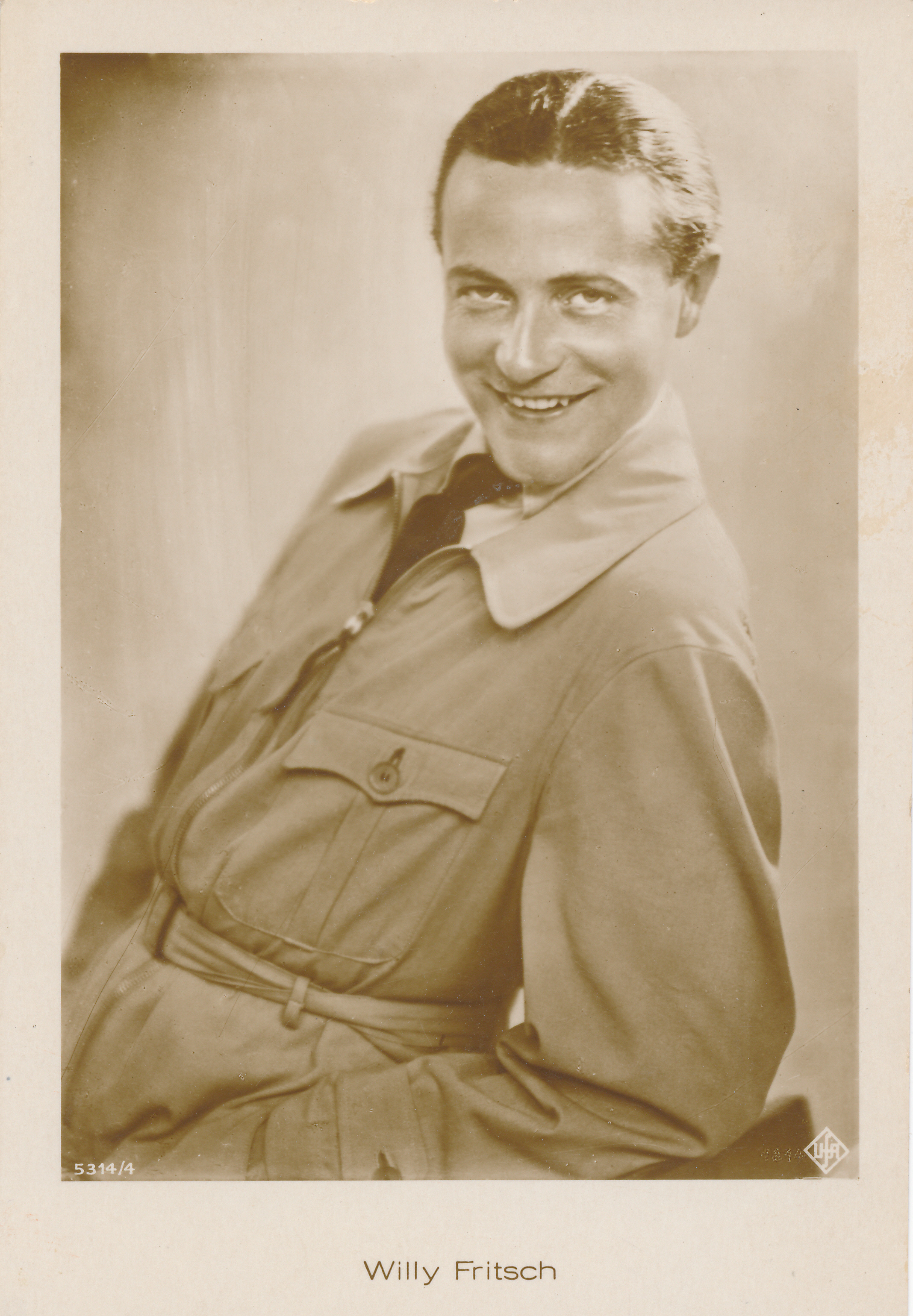
Willy Fritsch, 1930. PR-Foto für den Tonfilm Die Drei von der Tankstelle. Ross-Verlag 5314-4

- 1932: Ich bei Tag und Du bei Nacht
- 1933: Saison in Kairo
- 1933: Walzerkrieg
- 1933: Des jungen Dessauers große Liebe
- 1934: Die Töchter ihrer Exzellenz
- 1934: Die Insel
- 1934: Prinzessin Turandot
- 1935: Amphitryon – Aus den Wolken kommt das Glück
- 1935: Schwarze Rosen
- 1936: Boccacchio
- 1936: Glückskinder
- 1937: Menschen ohne Vaterland
- 1937: Sieben Ohrfeigen
- 1937: Streit um den Knaben Jo
- 1937: Gewitterflug zu Claudia
- 1938: Zwischen den Eltern
- 1938: Das Mädchen von gestern Nacht
- 1938: Am seidenen Faden
- 1938/50: Preußische Liebesgeschichte
- 1939: Die Geliebte
- 1939: Frau am Steuer
- 1939/41: Frauen sind doch bessere Diplomaten
- 1940: Die unvollkommene Liebe
- 1940: Die keusche Geliebte
- 1940: Das leichte Mädchen
- 1941: Dreimal Hochzeit
- 1941: Leichte Muse
- 1942: Wiener Blut
- 1942: Anschlag auf Baku
- 1942: Geliebte Welt
- 1943: Der kleine Grenzverkehr
- 1943: Liebesgeschichten
- 1943: Die Gattin
- 1944: Junge Adler
- 1944/46: Die Fledermaus
- 1945: Die tolle Susanne (unvollendet)
- 1945: Das Leben geht weiter (unvollendet)
- 1947: Film ohne Titel
- 1948: Finale
- 1948: Hallo – Sie haben Ihre Frau vergessen
- 1949: 12 Herzen für Charly
- 1949:  Derby
- 1949: Schatten der Nacht
- 1949: Kätchen für alles
- 1950: Die wunderschöne Galathee
- 1950: Herrliche Zeiten
- 1950: Mädchen mit Beziehungen
- 1950: König für eine Nacht
- 1951: Schön muß man sein
- 1951: Die verschleierte Maja
- 1951: Grün ist die Heide
- 1951: Die Dubarry
- 1952: Mikosch rückt ein
- 1952: Ferien vom Ich
- 1952: Am Brunnen vor dem Tore
- 1953: Von Liebe reden wir später
- 1953: Damenwahl
- 1953: Wenn der weiße Flieder wieder blüht
- 1954: Ungarische Rhapsodie
- 1954: Maxie
- 1954: Weg in die Vergangenheit
- 1955: Stern von Rio
- 1955: Drei Tage Mittelarrest
- 1955: Der fröhliche Wanderer
- 1955: Liebe ist ja nur ein Märchen
- 1955: Die Drei von der Tankstelle
- 1956: Schwarzwaldmelodie
- 1956: Wo die alten Wälder rauschen
- 1956: Das Donkosakenlied
- 1956: Solange noch die Rosen blühn
- 1956: Der schräge Otto
- 1958: Zwei Herzen im Mai
- 1958: Mit Eva fing die Sünde an / 1962: The Bellboy and the Playgirls
- 1958: Schwarzwälder Kirsch
- 1959: Akte Sahara – streng vertraulich (Tunisi Top Secret)
- 1959: Hubertusjagd
- 1960: Liebling der Götter
- 1960: Wenn die Heide blüht
- 1960: Ich liebe, du liebst (Sprecher)
- 1961: Was macht Papa denn in Italien?
- 1961: Isola Bella
- 1964: Jazz und Jux in Heidelberg
- 1964: Das hab ich von Papa gelernt

Fernsehfilme
- 1962: Der Himmel kann warten (ORF)
- 1964: Rauf und runter (ZDF)

## Diskografie (Auswahl)

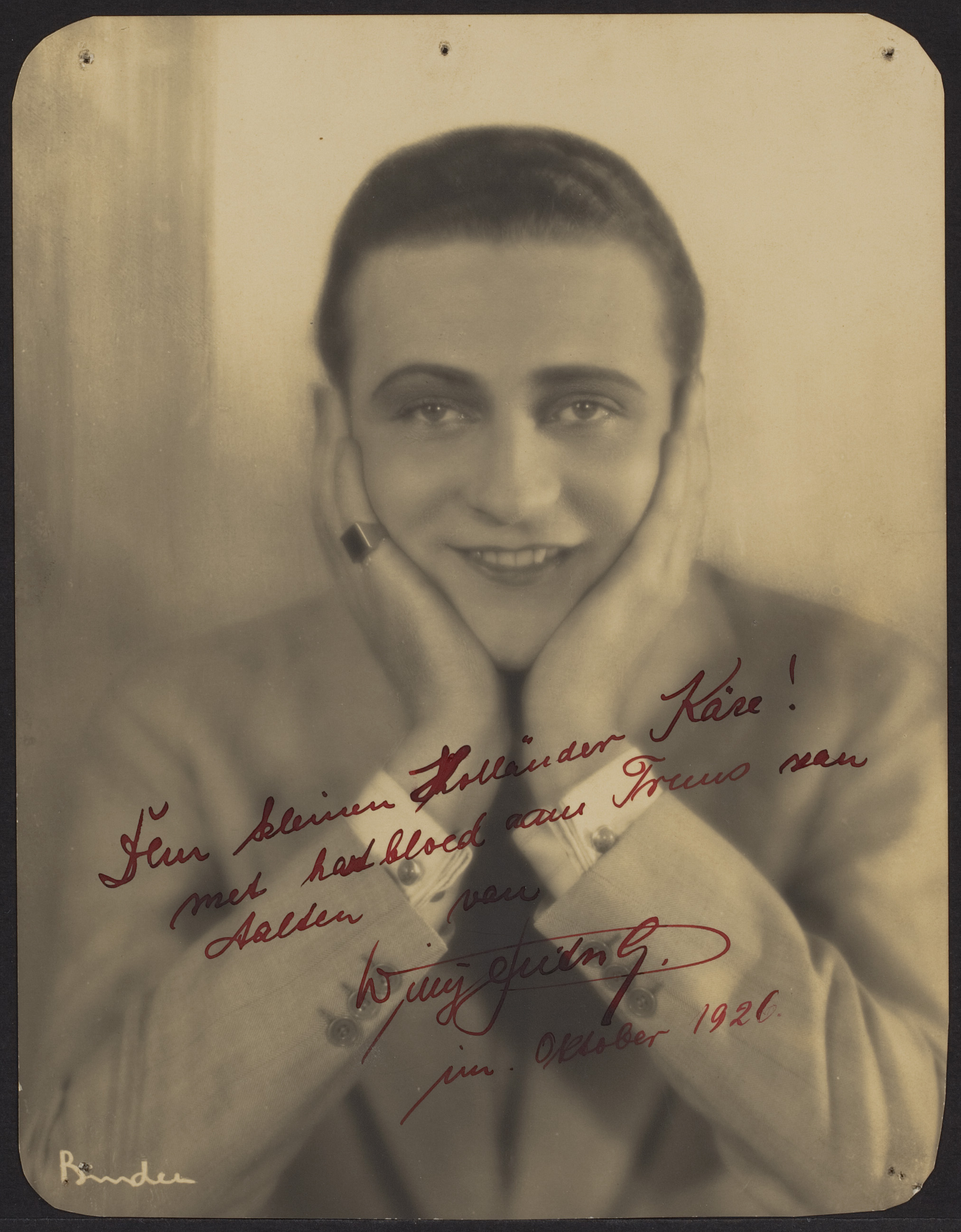
Willy Fritsch mit Unterschrift. Fotografie von Alexander Binder

- 1930: Liebling, mein Herz läßt dich grüßen (Werner Richard Heymann / Robert Gilbert) aus dem Ufa-Tonfilm „Die drei von der Tankstelle“, mit Lilian Harvey und Orchester, Parlophon, B- 12 266-I & Odeon Nr. O 2993 a
- 1930: Ein Freund, ein guter Freund (Werner Richard Heymann / Robert Gilbert) a.d. Tonfilm „Die drei von der Tankstelle“, mit Oskar Karlweis, Heinz Rühmann und Orchester, Parlophon, B- 12 266-II & Odeon, O 2993 b
- 1930: Ich laß mir meinen Körper schwarz bepinseln (Musik: Friedrich Hollaender / Text: Robert Liebmann und Friedrich Hollaender) aus dem Ufaton-Film „Einbrecher“, mit Orchester unter Leitung von Kapellmeister Otto Dobrindt, Parlophon Nr. B 12410 II & Odeon Nr. O 11392 b
- 1931: Du hast mir heimlich die Liebe ins Haus gebracht (Werner Richard Heymann / Robert Gilbert) aus der Ufaton-Film-Operette „Ihr Hoheit befiehlt“, mit Lilian Harvey und Orchester unter Leitung von Kapellmeister Otto Dobrindt, Parlophon Nr. B. 12435 II & Odeon, O- 11 411 b
- 1931: Heurigen-Lied (Das muß ein Stück vom Himmel sein) (Werner Richard Heymann / Robert Gilbert) aus der Ufaton-Film-Operette „Der Kongreß tanzt“, mit Orchester, Parlophon, B 48 067-II & Odeon, O-11 524 b
- 1932: Ich suche Eine, die mir allein gehört (Walter Jurmann /Fritz Rotter) aus dem Ufa-Tonfilm „Ein toller Einfall“, mit dem Original-Ufa-Jazz-Orchester, Leitung: Hans Otto Borgmann, Parlophon Nr. B. 48188-II
- 1932: Wir zahlen keine Miete mehr (Werner Richard Heymann / Robert Gilbert) aus dem Tonfilm „Ein blonder Traum“, mit Lilian Harvey, Willi Forst und Orchester, Parlophon Nr. B 47247 I & Odeon Nr. O-11684 b
- 1932: Wenn ich sonntags in mein Kino geh (Werner Richard Heymann / Robert Gilbert) aus dem Ufa-Tonfilm „Ich bei Tag und du bei Nacht“, mit Orchester, Parlophon, B 47 330-I & Odeon, O- 11 751 a
- 1935: Tausendmal war ich im Traum bei Dir (Franz Doelle / Charles Amberg) aus dem Ufa-Tonfilm „Amphitryon“, mit Orchester, Odeon, O- 25 405 a
- 1936: Ich wollt', ich wär ein Huhn (Peter Kreuder / Hans Fritz Beckmann) aus dem Ufa-Tonfilm „Glückskinder“, mit Lilian Harvey und dem Odeon-Tanzorchester, Odeon Nr. O 25802 b
- 1937: Ich tanze mit dir in den Himmel hinein (Friedrich Schröder / Hans Fritz Beckmann) aus dem Ufa-Tonfilm „Sieben Ohrfeigen“, mit Lilian Harvey und dem Parlophon-Tanzorchester, Dirigent: Friedrich Schröder, Parlophon Nr. B 49967-II
- 1937: Chinamann* (Musik: F. Schröder / Text: H. F. Beckmann) aus dem Ufa-Tonfilm: „Sieben Ohrfeigen“, mit Lilian Harvey und dem Odeon-Tanzorchester, Odeon Nr. O-25903
- 1939: Warum hat die Adelheid keinen Abend für mich Zeit (Harald Böhmelt / Richard Busch) aus dem Ufa-Tonfilm „Frau am Steuer“, mit Odeon-Tanzorchester, Leitung: Harald Böhmelt, Odeon Nr. O-26320 b
- 1941: Wenn ein junger Mann kommt (Franz Grothe / Willy Dehmel) aus dem Ufa-Tonfilm „Frauen sind doch bessere Diplomaten“, mit Orchester, Leitung: Franz Grothe, Odeon O-26370 a
- 1943: Ich freue mich, wenn wieder Sonntag ist (W. Bochmann / E. Knauf), mit dem Ufa-Filmorchester, Odeon, O- 26 555 b

## Fernseh-Dokumentationen
- 1969: Star unter Sternen – Willy Fritsch. Regie: Hans Borgelt. Erstes Deutsches Fernsehen (HR)
- 1977: Sterne, die vorüberzogen. Regie: Herman Weigel. Erstes Deutsches Fernsehen (WDR)